# La puerta del sótano
La puerta del sótano (The Trap Door) es una serie británica de televisión hecha en claymotion creada por Terry Brain y Charlie Mills. Televisada en el Reino Unido en 1984. En Argentina fue televisada por el canal Magic Kids. El programa se dividió en 2 temporadas, con un total de 40 episodios. Cada episodio duraba alrededor de 5 minutos. Todas las voces de los personajes fueron hechas por Willie Rushton. La canción principal fue creada por el cancionista Bob Heatlie. 

## Argumento
Berk, Boni y Drut viven en un castillo en "las regiones oscuras y sucias donde nadie va", donde Berk sirve a La Cosa de Arriba. En casi cada episodio, algo surgirá de la puerta del sótano que está en el suelo. Aunque principalmente hostil o travieso, de vez en cuando una criatura útil o amistosa surgió. Rogg se hizo amigo con Berk y frecuentemente los visita.

## Personajes
- Berk: sirviente a la Cosa de Arriba. Es una criatura azul que gusta de cocinar cosas exóticas y normalmente está alegre, a menos que esté teniendo problemas con el monstruo de la puerta del sótano. Berk es descuidado e irresponsable,  no sólo abriendo la puerta del sótano cuando lo tiene prohibido, sino dejándola abierta la mayoría del tiempo. También tiende a encogerse de hombros con las advertencias de Boni (alguien bastante paranoico) y a menudo obliga a Boni a hacer cosas que él no quiere (como ir a pescar). Cuando una situación complicada lo embarga, se despacha con su frase: - ¡Oh, globits!. Su actor de doblaje para la versión en español latino fue Ariel Abadi

- Boni: el amigo mejor de Berk. Es un cráneo hablador (Boni es la pronunciación de boney en inglés, que significa huesito), gasta la mayoría de su tiempo gimiendo en su alcoba o intentando advertir sin éxito a Berk sobre los monstruos. Mientras algunas de sus quejas constantes estén injustificadas, sus advertencias tienen a menudo el mérito, principalmente, de intentar convencer a Berk que cierre la puerta del sótano. Su actor de doblaje fue Hernán Chiozza

- Drut: la araña animal doméstico de Berk. Berk lo encuentra a menudo molestando. Suele causar problemas al cazar gusanos y otros bichos escalofriantes. A mitad de la segunda temporada, Drutt tiene cuatro bebés rosas, sin embargo van a seguir tratándolo de él.

- La Cosa de Arriba: amo del castillo, raramente deja su cuarto y por consiguiente nunca se ve. Siempre tiene un trabajo para Berk,  normalmente preparando comidas hechas de interesantes criaturas. Su actor de doblaje fue Ricardo Alanis.

Muchos monstruos salieron de la puerta del sótano. Algunos de los más repetidos son:   
- Rogg: una criatura rosa grande. No es muy inteligente pero le gusta Berk y a menudo lo ayuda. Ellos se hacen amigos en el futuro. La cosa más inteligente que él dice en la vida es: "Yo creo que... ". Su actor de doblaje fue Omar Aranda Lamadrid.

- Bubo: una criatura amarilla pequeña y traviesa que era solía ser invisible. Vuelve de vez en cuando y le causa a Berk muchas molestias.

## Relanzamiento
- Anteriormente fueron lanzados videos con episodios de la serie en Reino Unido y Canadá. La serie completa fue finalmente lanzada en DVD en el Reino Unido en 2005.

- Datos: Q478667